# دار العكد (إب)

تعديل مصدري - تعديل

دار العكد محلة تابعة لقرية وادى قضام، التابعة لعزلة الحوج القبلي بمديرية إب إحدى مديريات محافظة إب في الجمهورية اليمنية.، بلغ تعداد سكانها 86 حسب تعداد اليمن لعام 2004.